# Dictyna jacalana
Dictyna jacalana là một loài nhện trong họ Dictynidae.
Loài này thuộc chi Dictyna. Dictyna jacalana được Willis J. Gertsch & Michael Davis miêu tả năm 1937.